# فاصل كتاب
فاصل كتاب هو ممارسة إزالة صفحات (وخاصة تلك التي تحتوي على الخرائط أو الرسوم التوضيحية) من الكتب، خاصة من الكتب النادرة. وغالبا ما يكون الدافع وراء هذه العملية هو السوق حيث يتم بيع الخرائط أو الرسوم التوضيحية في الكتاب بصورة منفصلة حيث ستكون أكثر قيمة عندما تباع بشكل منفصل من قيمة الكتاب السليم. غالبا ما يحدث هذا لأن جامعي الكتب يحكمون على العيوب الطفيفة في كتاب قديم بقسوة لجعله يبدو قابلا للبيع. بلغت هذه الممارسة ذروتها في السبعينات أو الثمانينات، لأن ثمن النقوش القديمة وخاصة الخرائط القديمة كان يفوق قيمة الكتب النادرة. ومع ذلك—جزئيا لأن العديد من الكتب النادرة, والكتب المصورة كانت «مكسورة» بهذه الطريقة—سعر الكتب السليمة قد ارتفع الآن لدرجة أن الكتاب القديم أصبح ذا قيمة أكبر. كما أصبح جامعة الكتب أكثر فهما لهذه الحالة.
مصطلح فاصل كتاب لا يستخدم عادة للإشارة إلى السرقة الصريحة، حيث فاصل كتاب لا يملك الكتاب في الحقيقة. كانت هناك العديد من حالات سرقة الرسوم التوضيحية، وخاصة خرائط من الكتب النادرة في المكتبات.